# ذى الجحب (الشعر)

تعديل مصدري - تعديل

ذى الجحب هي إحدى قرى عزلة مقنع بمديرية الشعر التابعة لمحافظة إب، بلغ تعداد سكانها 135 نسمة حسب تعداد اليمن لعام 2004.